# Mersey Tigers
Pour le club de football, voir Everton FC.
Les Mersey Tigers (anciennement Everton Tigers) étaient un club franchisé anglais de basket-ball situé à Liverpool et appartenant à la British Basketball League, c'était en fait une section du club omnisports le Everton Football Club. Le club cesse ses activités en 2013.

## Historique
Le club fait partie de l'extension de la BBL en 2007 en compagnie des Birmingham Panthers et du London Capital.

## Palmarès
- British Basketball League 2010, 2011
- BBL Trophy 2011

## Entraîneurs successifs
- 2007-2008 :  Henry Mooney